# Panacea (Florida)
Panacea es un lugar designado por el censo ubicado en el condado de Wakulla en el estado estadounidense de Florida. En el Censo de 2010 tenía una población de 816 habitantes y una densidad poblacional de 177,2 personas por km².

## Geografía
Panacea se encuentra ubicado en las coordenadas 30°1′29″N 84°23′36″O / 30.02472, -84.39333. Según la Oficina del Censo de los Estados Unidos, Panacea tiene una superficie total de 4.6 km², de la cual 4.32 km² corresponden a tierra firme y (6.24%) 0.29 km² es agua.

## Demografía
Según el censo de 2010, había 816 personas residiendo en Panacea. La densidad de población era de 177,2 hab./km². De los 816 habitantes, Panacea estaba compuesto por el 95.34% blancos, el 1.72% eran afroamericanos, el 0.37% eran amerindios, el 0% eran asiáticos, el 0% eran isleños del Pacífico, el 0.37% eran de otras razas y el 2.21% pertenecían a dos o más razas. Del total de la población el 1.23% eran hispanos o latinos de cualquier raza.